# 1204-es busz
A 1204-es jelzésű autóbuszvonal Budapest és Zirc között húzódó országos vonal, amelyet a MÁV Személyszállítási Zrt. üzemeltet. 

## Megállóhelyei
| 0                                                       | Budapest, Népliget végállomás                    | 1, 1A 83 254E 901, 914, 918, 950, 950A 607, 608, 616, 625, 626, 628, 629, 630, 631, 632, 633, 635, 636, 650, 653, 654, 655, 656, 657, 660, 661, 679, 705 1080, 1085, 1087, 1090, 1092, 1094, 1110, 1111, 1113, 1115, 1121, 1123, 1125, 1130, 1131, 1134, 1136, 1172, 1173, 1174, 1175, 1176, 1177, 1183, 1184, 1185, 1187, 1188, 1194, 1205, 1212, 1215, 1216, 1229, 1253, 1254, 1268 |
| A szürke hátterű megállóhelyeken csak felszállni lehet. |                                                  | |
| 1                                                       | Budapest, Petőfi híd, budai hídfő                | 4, 6 153, 154, 212, 212A, 212B 918 1172, 1173, 1174, 1175, 1176, 1177, 1183, 1184, 1185, 1187, 1188, 1194, 1205, 1212, 1215, 1216, 1229, 1253, 1254 |
| 2                                                       | Budapest, Újbuda-központ                         | 4, 17, 41, 47, 56, 61 33, 53, 58, 150, 150B, 153, 154, 212, 212A, 212B 918, 973, 973A 1172, 1173, 1174, 1175, 1176, 1177, 1183, 1184, 1185, 1187, 1188, 1194, 1205, 1212, 1215, 1216, 1229, 1253, 1254 |
| 3                                                       | Budapest, Sasadi út                              | 8E, 40, 40B, 40E, 53, 87, 87A, 88, 88A, 108E, 139, 140, 140A, 150, 150B, 153, 154, 172, 173, 187, 188, 188E, 240, 272 908, 908A, 940, 941, 972, 972B 731, 764 1172, 1173, 1174, 1175, 1176, 1177, 1183, 1184, 1185, 1187, 1188, 1194, 1205, 1212, 1215, 1216, 1229, 1253, 1254 |
| 4                                                       | Székesfehérvár, Zombori út                       | 17, 20, 22 707, 740, 747, 748, 749, 750, 751, 757, 758, 759 1172, 1173, 1174, 1205, 1215 |
| 5                                                       | Székesfehérvár, Király sor                       | 14, 14G, 22, 23, 23E, 31E, 40, 41, 42, 43, 44 707, 740, 747, 748, 749, 750, 751, 757, 758, 759 1172, 1173, 1174, 1205, 1215 |
| 6                                                       | Székesfehérvár, autóbusz-állomás                 | 10, 10G, 11, 11A, 11G, 12, 12A, 12Y, 13G, 14, 14G, 15, 15Y, 26, 26A, 26C, 26G, 36, 37, 38, 40, 41, 42, 43, 44, 912 707, 717, 740, 747, 748, 749, 750, 751, 758, 759 1172, 1173, 1174, 1215, 1507, 1510, 1512, 1529, 1563, 1626, 1707, 1758, 1803, 1808, 1809, 1822, 1823, 1824, 1826, 1842, 1843, 1845, 1846, 1853 5552, 7315, 8000, 8001, 8010, 8011, 8013, 8030, 8032, 8033, 8034, 8035, 8037, 8039, 8040, 8041, 8046, 8047, 8048, 8049, 8050, 8055, 8060, 8062, 8065, 8066, 8067, 8068, 8069, 8070, 8078, 8082, 8086, 8090, 8092, 8093, 8094, 8095, 8096, 8097, 8099 |
| 7                                                       | Székesfehérvár, III. Béla király tér             | 15, 33, 34 1758, 1809, 1822, 1824, 1841, 1842, 1843, 1845, 1846, 1853 8000, 8001, 8090, 8092, 8093, 8094, 8095, 8096, 8097, 8099 |
| 8                                                       | Fehérvárcsurgó, igarpusztai elágazás             | 1809 8093, 8094, 8365 |
| 9                                                       | Fehérvárcsurgó, kastély                          | 1809 8093, 8094, 8365 |
| 10                                                      | Fehérvárcsurgó, guttamási elágazás               | 1809 8093, 8094, 8365 |
| 11                                                      | Bodajk, vasútállomás bejárati út                 | 1809 8093, 8094, 8365 S150 |
| 12                                                      | Bodajk, városháza                                | 1809 8093, 8094, 8365 |
| 13                                                      | Bodajk, lakótelepi elágazás                      | 1251, 1809 8093, 8360, 8365, 8370, 8373 |
| 14                                                      | Bodajk, Dózsa György utca 78.                    | 1809 8093, 8370, 8373 |
| 15                                                      | Bodajk, Ifjúsági tábor                           | 1809 8093, 8370, 8373 |
| 16                                                      | Balinka, Petőfi utca 102.                        | 1809 8093, 8370, 8373 |
| 17                                                      | Balinka, községháza                              | 1251, 1809 8093, 8370, 8373 |
| 18                                                      | Balinka, Balinkabánya, bejárati út               | 1251, 1809 8093, 8370, 8373 |
| 19                                                      | Balinka, Mecsértelep                             | 1251, 1809 8093, 8370, 8373 |
| 20                                                      | Bakonycsernye, kisgyóni elágazás                 | 1251, 1809 7303, 7410, 8093, 8370, 8373 |
| 21                                                      | Bakonycsernye, Petőfi Sándor utca 2.             | 1809 7303, 7410, 8093, 8370, 8373 |
| 22                                                      | Bakonycsernye, Rózsa utca                        | 1809 7303, 7410, 8093, 8370, 8373 |
| 23                                                      | Bakonycsernye, Bercsényi utca                    | 1251, 1809 7303, 7410, 8093, 8370, 8373 |
| 24                                                      | Bakonycsernye, iskola                            | 1809 7410, 8093, 8370 |
| 25                                                      | Bakonycsernye, Súri út                           | 1251, 1809 7303, 7410, 8093, 8370, 8373, 8384 |
| 26                                                      | Bakonycsernye, Arany János utca                  | 1809 7303, 7410, 8093, 8370, 8373, 8384 |
| 27                                                      | Szápár, malom                                    | 1809 7303, 7308, 7410, 7412, 7501, 8373 |
| 28                                                      | Szápár, bejárati út                              | 1251, 1809 7303, 7308, 7410, 7412, 7501, 8373 |
| 29                                                      | Csetény, Petőfi Sándor utca 156.                 | 1251, 1809 7303, 7308, 7410, 7412, 7416 |
| 30                                                      | Csetény, Petőfi Sándor utca 77.                  | 1251, 1809 7303, 7308, 7410, 7412, 7416, 8373 |
| 31                                                      | Csetény, orvos lakás                             | 1251, 1809 7303, 7308, 7410, 7412, 7416, 8373 |
| 32                                                      | Dudar, alsó                                      | 1251, 1809 7033, 7303, 7305, 7308, 7405, 7410, 7412, 7416, 8373 |
| 33                                                      | Dudar, Hunyadi utca 15.                          | 1251, 1809 7033, 7303, 7305, 7308, 7405, 7410, 7412, 7416, 8373 |
| 34                                                      | Dudar, vásártér                                  | 1251, 1809 7033, 7303, 7304, 7305, 7308, 7405, 7410, 7412, 7416, 7437, 8373 |
| 35                                                      | Dudar, vasútállomás bejárati út                  | 1251, 1809 7303, 7304, 7305, 7308, 7405, 7410, 7412, 7416, 7437, 8373 |
| 36                                                      | Nagyesztergár, posta                             | 1251, 1809 7303, 7304, 7305, 7308, 7405, 7410, 7412, 7416, 7437 |
| 37                                                      | Nagyesztergár, óvoda                             | 1251, 1809 7303, 7304, 7305, 7308, 7405, 7410, 7412, 7416, 7437, 8373 |
| 38                                                      | Nagyesztergár, Ányos Pál utca                    | 1251, 1809 7303, 7304, 7305, 7308, 7405, 7410, 7412, 7416, 7437, 8373 |
| 39                                                      | Zirc, Szabadság utca                             | 1251, 1809 7303, 7304, 7305, 7308, 7405, 7410, 7412, 7416, 7437, 8373 |
| 40                                                      | Zirc, Rákóczi tér                                | 1, 2, 3 1251, 1592, 1631, 1708, 1709, 1710, 1809 7033, 7300, 7301, 7302, 7303, 7304, 7305, 7306, 7307, 7308, 7400, 7405, 7410, 7412, 7416, 7418, 7420, 7426, 7437, 7922, 8373 |
| 41                                                      | Zirc, autóbusz-állomás (vasútállomás) végállomás | 1251, 1592, 1631, 1708, 1709, 1710, 1809 7033, 7300, 7301, 7302, 7303, 7304, 7305, 7306, 7307, 7308, 7400, 7405, 7410, 7412, 7416, 7418, 7420, 7426, 7437, 7922, 8373 személyvonat |